# Gripen Trollhättan BK
Gripen Trollhättan BK ist ein schwedischer Bandyverein aus Trollhättan. Die Männermannschaft des Klubs spielte mehrere Jahre im höchsten schwedischen Liganiveau.

## Geschichte
Der Klub wurde 1936 als Gripens BK gegründet. Lange Zeit spielte die Mannschaft unterklassig, ehe 1973 der Aufstieg in die Division 1 gelang. In der Südstaffel belegte sie einen Abstiegsplatz und verpasste in den folgenden Jahren die Rückkehr. 1988 taufte sich der Klub um und gab sich den aktuellen Namen. Nachdem die Mannschaft bis in die dritte Liga abgerutscht war, kehrte sie 1992 in die Zweitklassigkeit zurück. Dort spielte sie in den folgenden Jahren um den Aufstieg in die Allsvenskan, scheiterte aber teilweise nur knapp. Nachdem 1997 erst in den Aufstiegsspielen die Rückkehr verpasst wurde, gelang 2001 der Wiederaufstieg in die erste Liga.
Gripen Trollhättan BK belegte in der ersten Spielzeit nach der Rückkehr einen Relegationsplatz, konnte sich aber in der Liga halten. Im folgenden Jahr verpasste die Mannschaft den Klassenerhalt, schaffte aber den sofortigen Wiederaufstieg. Erneut musste sie nach einer Spielzeit die Rückkehr in die Zweitklassigkeit antreten, ehe 2007 der erneute Aufstieg in die Eliteserie gelang. Wiederum hielt sie sich nur zwei Jahre im Oberhaus und spielt seit 2009 in der Südstaffel der zweitklassigen Allsvenskan.